# 威爾梅斯內閣
威爾梅斯內閣分為第一次和第二次威爾梅斯內閣，是比利時內閣，皆由首相蘇菲·威爾梅斯領導，她也是比利時首位女首相。
第一次威爾梅斯內閣的組成是因為前任首相夏爾·米歇爾被選為下屆歐盟高峰會主席，並將於2019年12月1日履新。因此為了有充分時間來準備這個角色，他提前於10月卸任首相。而夏爾·米歇爾也在同日宣布蘇菲·威爾梅斯將於同年11月1日接任首相一職。然而於2019年10月26日，新內閣名單公布後，威爾梅斯於翌日便被國王正式任命、正式組建看守內閣，直至新政府組成。
第一次威爾梅斯內閣作為看守內閣，直到2019年5月26日聯邦選舉選出的國會能組成新的內閣為止。因此第一屆內閣依然是由中間主義的少數派所組成聯合政府，黨派組成延續第二次米歇內閣，其中包含基督教民主和弗拉芒、開放弗拉芒自由民主黨以及革新運動。
2020年3月16日，內閣獲國會所有主流政黨給予信任票，暫時取得更大權力以應對2019冠狀病毒病疫情，故第二次威爾梅斯內閣於翌日成立，成員不變。

## 內閣組成
本屆內閣的組成與第二次米歇內閣相似，主要的不同在於蘇菲·威爾梅斯接替夏爾·米歇爾的相位，而大衛·勒拉林瓦爾則接替威爾梅斯留下的預算大臣之位，並同時負責與公務員、國家彩券及科學政策等事務。
| 部門職位                                               | 姓名                                                                  | 政黨 | 政黨                 |
| ------------------------------------------------------ | --------------------------------------------------------------------- | ---- | -------------------- |
| 首相                                                   | 蘇菲·威爾梅斯                                                         |      | 革新運動             |
| 副首相兼任法務大臣及房屋大臣                           | 科恩·蓋恩斯                                                           |      | 基督教民主和弗拉芒   |
| 副首相兼任外交、國防、貝力里斯及歐洲事務大臣           | 迪迪爾·林德斯 → 菲利普·高芬（外相及防相）、 大衛·勒拉林瓦爾（副首相） |      | 革新運動             |
| 副首相兼任發展援助、財政及金融欺詐打擊大臣             | 亞歷山大·德克羅                                                       |      | 開放弗拉芒自由民主黨 |
| 行政簡化、數位議程、郵政服務及電信大臣                 | 菲利普·德·貝克爾                                                      |      | 開放弗拉芒自由民主黨 |
| 內政及安全大臣                                         | 彼得·德·克雷姆                                                        |      | 基督教民主和弗拉芒   |
| 庇護、移民、衛生、社會事務大臣                         | 瑪姬·德·布洛克                                                        |      | 開放弗拉芒自由民主黨 |
| 消費者事務、殘疾人士、經濟、就業、平權及貧困消除大臣   | 娜塔莉·米勒                                                           |      | 基督教民主和弗拉芒   |
| 中產階級、中小企業、自僱、農業、社會融合與城市政策大臣 | 丹尼斯·杜卡姆                                                         |      | 革新運動             |
| 預算、公務員、國家彩券及科學政策大臣                   | 大衛·勒拉林瓦爾                                                       |      | 革新運動             |
| 退休金大臣                                             | 丹尼爾·巴奎萊恩                                                       |      | 革新運動             |
| 交通大臣及管理國家鐵路公司                             | 弗朗索瓦·貝洛                                                         |      | 革新運動             |
| 能源、環境及永續發展大臣                               | 瑪麗·克里斯汀·馬格姆                                                  |      | 革新運動             |